# Arxius Generals de l'Estat
Els Arxius Generals de l'Estat (grec: Γενικά Αρχεία του Κράτους) són els arxius nacionals de Grècia. Foren fundats pel govern d'Elevthérios Venizelos el 1914. Es tracta d'un servei públic que opera conforme a les disposicions de la Llei 1946/91. Depèn directament del Ministeri d'Educació, Afers Religiosos, Cultura i Esports de Grècia. Té la seu central al Palau de Psikhikó, tot i que també té oficines regionals a les capitals de les prefectures i, quan convé, a altres localitats.